# Јеврејски културни центар Београд
Јеврејски културни центар Београд је културни центар у Београду, чији је оснивач Јеврејска општина Београд, а који се бави неговањем и очувањем традиционалних вредности и културног идентитета јеврејске заједнице у Београду и читаве Србије.
Директор центра је редитељ и музичар Стефан Саблић.

## Историјат
Јеврејски културни центар је смештен у једно од најлепших здања јеврејске архитектуре у Београду, на адреси Јеврејска бр. 16 на Дорћолу. Ово здање је саграђено 1927. године по пројекту Самуела Сумбула и било је Дом стараца и старица Мојсијеве вере, али и седиште других друштава попут Јеврејског женског друштва и сефардског друштва Онег Шабат. Изнад улаза у зграду налази се натпис на хебрејском и српском језику из Псалма:
Не одбаци ме пред старост кад ме изда снага, не остави ме.
За време Другог светског рата, здање је претворено у Јеврејску болницу која је служила за збрињавање болесних Јевреја пре одвођења у Јеврејски логор Земун на Старом сајмишту.
Након рата, комунистичке власти су национализовале здање и једно време је било коришћено за потребе Озне. Од 1994. до 2016. године, ту је био смештен Културни центар Рекс, односно културни центар Б92. 
Пошто је Агенција за реституцију вратила здање Јеврејској општини Београд, претходни корисници су се иселили. Град Београд је помогао обнову и адаптацију простора за потребе Јеврејског културног центра, а културни центар је основан 15. октобра 2017. године, одлуком Скупштине Јеврејске општине Београд.